# Вёллерсдорф-Штайнабрюкль
Вёллерсдорф-Штайнабрюкль (нем. Wöllersdorf-Steinabrückl) — ярмарочная коммуна (нем. Marktgemeinde) в Австрии, в федеральной земле Нижняя Австрия.
Входит в состав округа Винер-Нойштадт. Население составляет 4013 человек (на 31 декабря 2005 года). Занимает площадь 14,46 км². Официальный код — 3 23 37.

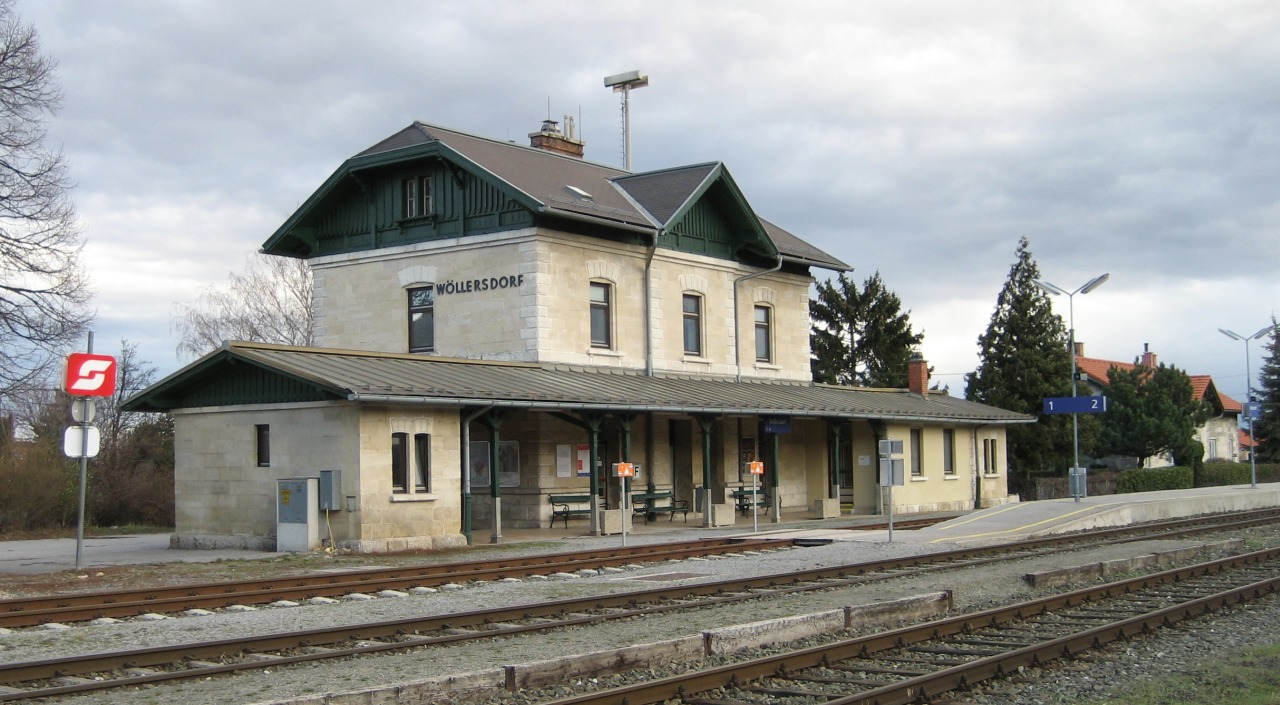
Вокзал

## Политическая ситуация
Бургомистр коммуны — Хуберт Шнайдер (СДПА) по результатам выборов 2005 года.
Совет представителей коммуны (нем. Gemeinderat) состоит из 23 мест.
- СДПА занимает 16 мест.
- АНП занимает 5 мест.
- Партия UGI занимает 2 места.